# Indonesiskspråkiga Wikipedia
Indonesiskspråkiga Wikipedia (indonesiska: Wikipedia bahasa Indonesia) är den indonesiskspråkiga versionen av Wikipedia. Den startades i maj 2003. Den indonesiskspråkiga Wikipedian var i januari 2022 den 22:a största utgåvan av Wikipedior, räknat efter antal artiklar. Den har för närvarande 724 072 artiklar.